# Gonzaga di Sabbioneta e Bozzolo

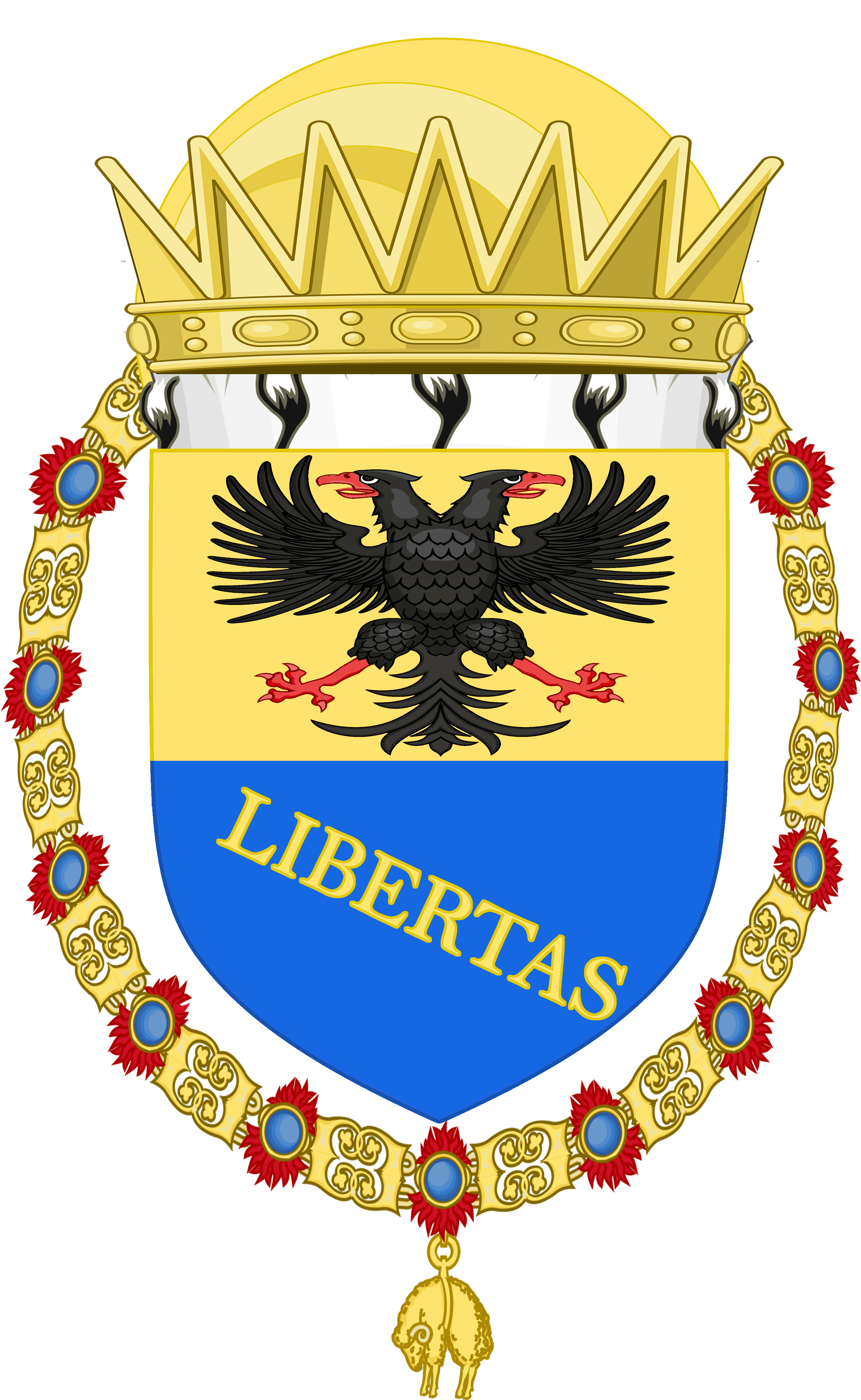
Stemma dei Gonzaga, duchi di Sabbioneta

La linea di Sabbioneta e Bozzolo è stata un ramo cadetto della dinastia dei Gonzaga.

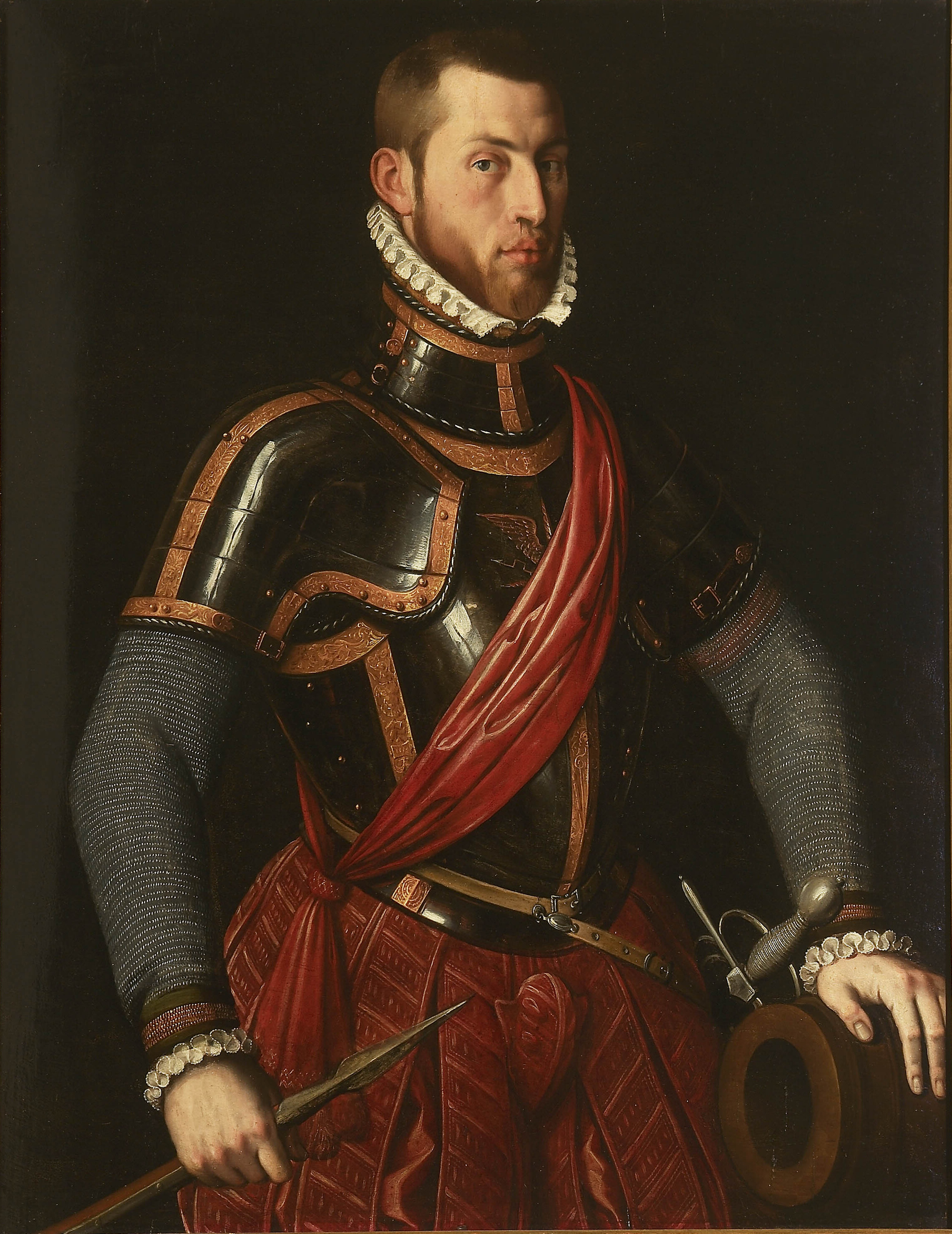
Vespasiano Gonzaga, duca di Sabbioneta, 1550

I feudi di Sabbioneta e Bozzolo furono creati dal marchese Gianfrancesco Gonzaga che li attribuì in eredità alla sua morte nel 1444 al figlio più giovane Carlo, il quale li trasmise alla sua morte nel 1456 a suo figlio Ugolotto. Quest'ultimo morì senza figli e le fortezze passarono nelle mani del fratello maggiore di Carlo, Ludovico.
Gianfrancesco (1446-1496), secondogenito del marchese di Mantova Ludovico III, detto il Turco (1412-1478), è considerato l'iniziatore di questa linea cadetta.
Il figlio Ludovico, a seguito della divisione del feudo col fratello Pirro nel 1521, ottenne le terre di Sabbioneta. Fece di Gazzuolo la sua residenza ed ebbe una corte sfarzosa, ospitando artisti e letterati, come Ludovico Ariosto. Alla morte di Ludovico venne nominato erede il figlio Luigi Gonzaga "Rodomonte", capitano imperiale di Carlo V. Ma il personaggio più famoso fu indubbiamente Vespasiano I Gonzaga, figlio di "Rodomonte",  che, nato nel 1531, ottenne l'investitura imperiale di Bozzolo, Ostiano, Rivarolo, Rodigo e Sabbioneta. Fu un militare coraggioso e fu per lungo tempo alla corte di Filippo II di Spagna. Nel 1577 ottenne dall'imperatore Rodolfo II, suo amico personale, il titolo di duca di Sabbioneta. Alla sua morte nel 1591 gli subentrò la figlia Isabella che a sua volta, lasciò Sabbioneta alla nipote Anna Carafa (1637). Con il figlio di quest'ultima Nicola María, si estinse la dinastia di Vespasiano Gonzaga e nel 1689 il ducato di Sabbioneta passò in possesso degli spagnoli che lo vendettero al genovese Francesco Maria Spinola.
L'ultimo principe di Sabbioneta-Bozzolo della linea sarà Gianfrancesco II, che morirà senza eredi nel 1703. Il principato passò, dopo la caduta dell'ultimo duca di Mantova Ferdinando Carlo di Gonzaga-Nevers, a quello di Guastalla nelle mani di Vincenzo. (vedi linea cadetta Gonzaga di Guastalla).

## Albero genealogico
```
Gianfrancesco Gonzaga
 (1446-1496), signore di Sabbioneta e Bozzolo, conte di Rodigo, Viceré di Sicilia e Milano
x1 1479 Antonia del Balzo (1461-1538), figlia del principe di Altamura Pirro, Duca di Andria
│ e Donata Maria Orsini
│
├ ─> Barbara (NC-ca 1502)
│ x1 Gian Francesco Sanseverino conte di Caiazzo
│ X2 Giacomo Maria Stampa
│
├ ─> Luigi (NC-1540), co-signore di Sabbioneta nel 1496 (con il fratello più giovane Pirro) e nel 1533
│ conte Rodrigo
│ x 1497 Francesca figlia di Fieschi conte di Lavagna e Caterina del Carretto
│ │
│ ├ ─> Gianfrancesco Cagnino (1498-1539), signore di Bozzolo nel 1527 condottiero
│ │ x1 Luigia Pallavicino 1528 (NC-1552), figlia del marchese di Busseto
│ │ x2?
│ │ │
│ │ ├ ─> Tiberio
│ │ │
│ │ ├ ─> Elena
│ │ │
│ │ └ ─> Lucrecia
│ │
│ ├ ─> Ludovico "Rodomonte" (1500-1532), condottiero
│ │ x1 1531 Isabella Colonna (ca 1598-1623), duchessa di Traetto, contessa di Fondi
│ │ │
│ │ └ ─> Vespasiano I. (1531-1591), Signore (1540) e Marchese (1565) e Duca (1577) di Sabbioneta,
│ │. signore Bozzolo nel 1539, conte Rodigo e Fondi ,
│ │. Duca di Traetto fatto nel 1574
│ │.  Diana di Cardona x1 1549, figlia del marchese Antonio Giuliana
│ │.  │
│ │.  └ ─> 2 nati morti
│ │.  .
│ │.  x2 1564 Anna Aragona, figlia di Alfonso duca di Sogorbe, Grande di Spagna e Juana de Cardona
│ │.  │
│ │.  ├ ─> Giulia (1565 ca-1565) (SD)
│ │.  │
│ │.  ├ ─> Isabella (1565-1637), duchessa di Sabbioneta (1591-1609) e Traetto, contessa di Fondi
│ │.  │ x 1684 Luigi Carafa, principe di Stigliano, Duca di Rocca Mondragone
│ │.  │
│ │.  └ ─> Luigi (1565-1580)
│ │.  .
│ │.  x3 1582 Marguerita di Guastalla (Casa Gonzaga di Guastalla)
│ │. 
│ │ x2?
│ │ │
│ │ └ ─> Nicola
│ │
│ ├ ─> Paola (NC-1550)
│ │ x1 Galeazzo Sanvitale 1516, conte di Fontanellato
│ │ x2 Gianfrancesco Pallavicino, marchese di Varano
│ │
│ ├ ─> Pirro (1505-1529) protonotario apostolico, vescovo di Modena, cardinale
│ │
│ ├ ─> Ippolita (NC-1571)
│ │ x 1526 Galeotto II, conte di Concordia, signore di Mirandola
│ │
│ ├ ─> Giulia (1511-1566)
│ │ x 1526 Vespasiano Colonna, duca di Traetto
│ │
│ ├ ─> Caterina (NC), monaca Mantova (SD)
│ │
│ ├ ─> Elisabetta (NC), monaca Mantova (SD)
│ │
│ ├ ─> Alfonso (NC) (SD)
│ │
│ └ ─> Eleonora (NC-ca 1552) (SD)
│ x 1543 Girolamo Martinengo, signore di Urago e Padernello
│
├ ─> Pirro (NC-1529), co-signore di Sabbioneta (1496) con il fratello maggiore Luigi
│ x1 Bentivoglio Emilia, figlia di Annibale II, Signore di Bologna e di Lucrezia d'Este
│ │
│ ├ ─> Isabella (NC)
│ │ x Rodolfo o Prospero Luzzara (non confermato)
│ │
│ ├ ─> Camilla (NC), monaca Mantova (SD)
│ │
│ ├ ─> Ippolita (-NC)
│ │ x conte Brunoro Thiene
│ │
│ ├ ─> Lucrezia (1522-1575)
│ │ x 1541 Giampaolo Fortebraccio Manfroni, signore di Fratta
│ │
│ ├ ─> Carlo (1523-1555), signore di Gazzuolo,
│ │ x Emilia, figlia di Francesco Gonzaga Cauzzi (Casa parente dei Gonzaga)
│ │ │ e Isabella Boschetti
│ │ │
│ │ ├ ─> Pirro (1540-1592), Signore e Principe Bozzolo (1591), Signore di San Martino e Gazzuolo
│ │ │ x Guerrieri Francesca, figlia di Tullo, marchese e conte di Conzano Mombello,
│ │ │ vedova di Ercole di Guastalla
│ │ │
│ │ ├ ─> Camilla (ca 1541-1604)
│ │ │ x 1557 Sforza d'Aragona, marchese di Appiano
│ │ │
│ │ ├ ─> Scipione (1542-1593), cameriere di papa Pio IV, il cardinale (SD)
│ │ │
│ │ ├ ─> Giulio Cesare (ca 1543-ca 1552) (SD)
│ │ │
│ │ ├ ─> Polissena (NC)
│ │ │ x Ferrante Rossi, figlio del marchese di San Secondo
│ │ │
│ │ ├ ─> Annibale (1546-1620), vescovo di Mantova
│ │ │
│ │ ├ ─> Laura (NC-1596), suora a Mantova
│ │ │
│ │ ├ ─> Alfonso (1549-1569) (SD)
│ │ │
│ │ ├ ─> Gazzuolo Ferrante (1550-1605), militare
│ │ │ x Isabella Gonzaga di Novellara (1576-1627) (Linea di Novellara e Bagnolo)
│ │ │ │
│ │ │ ├ ─> Scipione I. (1595-1670), principe di Bozzolo (1609), duca di Sabbioneta (1609),
│ │ │ │ marchese di Ostiano e Incisa
│ │ │ │ x1 Maria Mattei, figlia di 
Asdrubale
, marchese di Giove
│ │ │ │ │ e Costanza di Novellara (Linea di Novellara e Bagnolo)
│ │ │ │ │
│ │ │ │ ├ ─> Ferrante I. (1643-1672), principe di Bozzolo, duca di Sabbioneta (SD)
│ │ │ │ │
│ │ │ │ ├ ─> Carlo (1645-1665) Principe di San Martino dall'Argine (DSC)
│ │ │ │ │
│ │ │ │ └ ─> Gianfrancesco I (1646-1703), principe di Bozzolo, duca di Sabbioneta (1672) (SD)
│ │ │ │.  Rosa x Martinengo
│ │ │ │.
│ │ │ │ x2?
│ │ │ │ │
│ │ │ │ └ ─> Ferrante (1624-NC) (CDS)
│ │ │ │
│ │ │ ├ ─> Alfonso (1596-1669), marchese di Pomaro
│ │ │ │
│ │ │ ├ ─> Carlo (1597-1637), governatore di Bozzolo
│ │ │ │
│ │ │ ├ ─> Luigi (1599-1660), governatore di Raab
│ │ │ │ x 1636 Francesca Isabella di Ligne, figlia di Alessandro, principe di Chimay
│ │ │ │ │ Maddalena e Egmont
│ │ │ │ │
│ │ │ │ ├ ─> Ferdinando (NC-1665) (CDS)
│ │ │ │ │
│ │ │ │ └ ─> Elisabetta (NC) (SD)
│ │ │ │
│ │ │ ├ ─> Camillo (1600-1658), governatore del Monferrato e dell'esercito di Venezia in Dalmazia
│ │ │ │
│ │ │ ├ ─> Isabella (1601-NC), monaca (SD)
│ │ │ │
│ │ │ ├ ─> Annibale (1602-1668), governatore della Giavarino, Presidente di Guerra
│ │ │ │ Imperatore Ferdinando III
│ │ │ │ x1 1636 Hedwig Maria figlia di Francesco II, duca di Sassonia-Lauenburg
│ │ │ │ │ e Maria, duchessa di Brunswick-Wolfenbuettel
│ │ │ │ │
│ │ │ │ ├ ─> Carlo Ferdinando (1637-1652) (CDS)
│ │ │ │ │
│ │ │ │ └ ─> Isabella (1638-1702)
│ │ │ │.  x1 1656 Claudio III, conte di San Salvatore e Collalto
│ │ │ │.  x2 1666 Siegmund Helfried conte di Dietrichstein
│ │ │ │.
│ │ │ │ x2 1653 Barbara, figlia del Conte di Ladislav Csaky Koeroeszegh e Adorjan
│ │ │ │ │ Margherita e Maria Maddalena contessa Batthyany Nemeth-Ujvar
│ │ │ │ │
│ │ │ │ ├ ─> Annibale (NC) (CDS)
│ │ │ │ │
│ │ │ │ ├ ─> Ferdinando (NC) (CDS)
│ │ │ │ │
│ │ │ │ └ ─> Luigi (NC) (CDS)
│ │ │ │
│ │ │ └ ─> Federico, padrone del campo imperiale in Ungheria
│ │ │
│ │ └ ─> Giulio Cesare di Bozzolo (1552-1609), principe di Bozzolo (1592) e conte di Pomponesco (SD)
│ │ x Flaminia Colonna, figlia di Sciarra, signore di Castelnuovo e Casalnuovo
│ │ e Clarice dell'Anguillara
│ │
│ └ ─> Federico (NC-1570), signore di Gazzuolo e Dosolo
│.  Lucrezia x di Incisa
│.  │
│.  ├ ─> Carlo (NC) (CDS)
│.  │
│.  └ ─> Camilla (NC) (CDS)
│.
│ x2?
│ │
│ ├ ─> (Naturale) Emilia (+ 1570), monaca di Mantova
│ │
│ └ ─> (Naturale) Cornelia (+ 1570), monaca di Mantova
│
├ ─> Federico (NC-1527), signore di Bozzolo, Rivarolo, San Martino e Isola Dovarese
│ x Giovanna Orsini, figlia di Ludovico di Pitigliano
│ │
│ ├ ─> Carlo (NC) (CDS)
│ │
│ ├ ─> Ippolito (NC) (CDS)
│ │
│ └ ─> Orazio (NC) (CDS)
│
├ ─> Eleonora (NC-1512), gemello Pirro
│ x 1500 Cristoforo I, conte von Werdenberg a Heiligenberg, condottiero imperiale
│
├ ─> Giovanna (NC)
│ x Uberto Pallavicino, marchese di Zibello
│
├ ─> Susanna (NC), doppie Camilla
│ x Pietro de Cardona, conte di Collesano
│
├ ─> Camilla (NC), sorella di Susanna
│ x 18 gen 1518 Alfonso Branai (Granai) Castriota (nipote di 
Vrana Konti
), marchese Atripalda
│
├ ─> Antonia (NC), doppie Gianfrancesco
│ x1 Alfonso Visconti, signore di Saliceto
│ x2 Filippo Tornielli, conte di Novara
│
├ ─> Gianfrancesco (NC) la sorella Antonia (SD)
│
└ ─> Dorotea (NC-1550)
.  x Gian Francesco Acquaviva d'Aragona, marchese di Bitonto
.
x2?
│
├ ─> Febo
│ x Margherita d'Este
│ │
│ ├ ─> Francesco Gian (NC-ca 1525)
│ │ x?
│ │ │
│ │ ├ ─> Carlo
│ │ │
│ │ ├ ─> Isabella
│ │ │
│ │ ├ ─> Febo
│ │ │
│ │ ├ ─> Federico
│ │ │
│ │ └ ─> Antonio
│ │
│ ├ ─> Ippolito (NC-ca 1525)
│ │ x?
│ │ │
│ │ ├ ─> Fabrizio
│ │ │
│ │ ├ ─> Aloisio
│ │ │
│ │ └ ─> Gianfrancesco
│ │
│ ├ ─> Ercole (NC-ca 1525) (CDS)
│ │
│ ├ ─> Elisabetta
│ │ x Nicola Raimondi
│ │
│ └ ─> Lucrezia
│ x Conte Girolamo Bernieri
│
└ ─> Antonia (+ 1502), monaca di Mantova
```

## Linea Gonzaga di Sabbioneta

### Conti
| 1479-1496    | Gianfrancesco Gonzaga     | (1443-1496) |
| 1496-1540    | Ludovico Gonzaga          | (1480-1540) |
| 1521(?)-1532 | Luigi Gonzaga "Rodomonte" | (1500-1532) |
| 1540-1565    | Vespasiano I Gonzaga      | (1531-1591) |

### Marchesi
| 1565-1574 | Vespasiano I Gonzaga | (1531-1591) |

### Principi
| 1574-1577 | Vespasiano I Gonzaga | (1531-1591) |

### Duchi
| 1577-1591 | Vespasiano I Gonzaga                            | (1531-1591) |
| 1591-1637 | Isabella Gonzaga                                | (1565-1637) |
| 1637-1644 | Anna Carafa della Stadera (senza titolo ducale) | (1610-1644) |
| 1644-1689 | Nicola María de Guzmán Carafa                   | (1638-1689) |

Nicola Maria morì senza eredi nel 1689 e si estinse la discendenza di Vespasiano I Gonzaga. Il ducato di Sabbioneta passò in possesso degli spagnoli che lo vendettero al genovese Francesco Maria Spinola.

### Principi di Sabbioneta (titolo restaurato)
| 1640-1670     | Scipione                                           | (1595-1670) |
| 1664 (?)-1672 | Ferdinando II Filippo                              | (1643-1672) |
| 1672-1703     | Gianfrancesco II                                   | (1646-1703) |
| 1703-1708     | Ferdinando Carlo di Gonzaga-Nevers duca di Mantova | (1652-1708) |

Con la caduta dell'ultimo duca di Mantova, nel 1708 il titolo passa alla linea di Guastalla.
| 1708-1714 | Vincenzo I di Guastalla | (1634-1714) |
| 1714-1729 | Antonio Ferdinando      | (1687-1729) |
| 1729-1746 | Giuseppe Maria I        | (1690-1746) |

Dal 1746 passò agli Asburgo d'Austria.

## Linea Gonzaga di Bozzolo

### Signori
| 1479-1496 | Gianfrancesco | (1443-1496) |
| 1496-1527 | Federico      | (1480-1527) |
| 1527-1529 | Pirro I       | (1490-1529) |
| 1529-1540 | Ludovico      | (1480-1540) |
| 1540-1591 | Vespasiano I  | (1531-1591) |

### Principi
| 1591-1592 | Pirro II      | (1540-1592) |
| 1591-1609 | Giulio Cesare | (1552-1609) |
| 1609-1668 | Annibale      | (1602-1668) |

Nel 1703 il titolo passa alla linea di Guastalla.
| 1704-1714 | Vincenzo I       | (1634-1714) |
| 1714-1729 | Antonio Ferrante | (1687-1729) |
| 1729-1746 | Giuseppe Maria I | (1690-1746) |

A questa linea cadetta appartenevano anche questi titoli:
- Signori, conti e principi di San Martino
- Marchesi e poi principi di Gazzuolo
- Signori e poi conti di Pomponesco
- Marchesi di Pomaro
- Marchesi di Ostiano
- Signori di Dosolo e Commessaggio
- Signori di Isola Dovarese
- Signori di Rivarolo
- Conti di Rodigo